# آب‌انبار حاج حسن صفی
آب‌انبار حاج حسن صفی مربوط به دورهٔ قاجار است و در شهرستان اشکذر، بخش مرکزی، روستای شمسی واقع شده. این اثر در تاریخ ۲۴ اسفند ۱۳۸۳ با شمارهٔ ثبت ۱۱۶۴۵ به‌عنوانِ یکی از آثار ملی ایران به ثبت رسیده است.